# Кібела
Кібела (грец. Κυβέλη, лат. Cybele), Цібела, іноді Кібеба (грец. Κυβήβη) — у давньогрецькій міфології богиня, що має фригійське коріння. Відома також під іменами: Ківева, Діндімена, Ідейська мати, Велика Мати богів. По функціях близька до богині Реї, іноді аж до ототожнення. Згідно зі Страбоном, отримала своє ім'я від Кібел. Її храм в Сардах згадує Геродот.

## Міфи про Кібелу
Важливу роль у міфах про Кібелу відіграє історія Аттіса.
Кібела народила від Іасіона Корибанта. Після смерті Іасіона Дардан, Кібела і Корибант перенесли в Азію священні обряди Матері богів і вирушили у Фригію. Кібела від Олімпа народила Алку, яку назвала богинею Кібелою. Або це дівчинка, виплекана в горах звірами і отримала ім'я від гори Кібели, подруга Марсія, кохана Аттіса. Коли її батько вбив Аттіса, вона побігла країною з бубнами, дійшла до Ніси, там її покохав Аполлон і переслідував до Гіпербореї.
Піндар написав їй дифірамб. Серед авторів елегій була популярною розповідь про жрицю Кібели і лева.

## Кібеба
Кібеба — стародавнє ім'я Кібели. У лувійських написах IX ст. до н. е. божество Аті Купала згадана на рельєфі з зображенням Тешуба.

## Матір богів
В мікенських текстах зустрічається te-i-ja ma-te-re (? Theiai matrei, Матір богів) [12].
Її згадує Піндар. Її статую створив Фідій. Храм її в Пессінунті, званий Агдістіс, де похований Аттіс, а також храм у Анагірунті (Аттика). Їй присвячені XIV гімн Гомера і XXVII орфічний гімн.

## Діндімена
Діндімена (Діндіміда) — поширений епітет Матері богів, за назвою гори Дінда над містом Пессінунт. Святилище Діндімени на горі над Кізиком заснували аргонавти. Храм богині-матері Діндімени у Фівах споруджений Піндаром.

## Культ Кібели
Спочатку фригійська богиня, уособлення матері-природи, що шанувалася в більшій частині областей Малої Азії (особливо в горах Іди, в Лідії, Віфінії і Галатії). Супутниками богині, фригійська назва якої була Аммас, вважалися корибанти, курети і ідейські дактилі; її улюбленцем є прекрасний юнак Аттіс. Через грецькі колонії з Малої Азії культ Кібели рано проник у Грецію, де богиня ототожнювалася з крітською матір'ю Зевса, Реєю, і зазвичай називалася «великою матір'ю богів».
Від служителів Кібели, вимагалося повне підпорядкування своєму божеству, доведення себе до екстатичного стану, аж до нанесення один одному кривавих ран і оскоплення в ім'я Кібели неофітів.
Головні атрибути Кібели — золота колісниця, запряжена левами, і корона у вигляді зубчастої вежі. Оточення її складали корибанти і курети, дикі пантери і леви. Кібела виступала як дарувальниця родючості, володарка гір, лісів та звірів.
В Афінах їй був присвячений храм, з її назвою, роботи Фідія або Агоракріта.
Введення культу Кібели в Римі (204 рік до н. е.) збіглося з кінцем Другої Пунічної війни, коли Рим активно просувався на схід. Згідно з «Сівілиними книгами», урочисто був перевезений особливим посольством стародавній символ культу богині, темний камінь (ймовірно, метеорит), з її храму в Пессінунті. У порту Остія, Богиню зустрічали всі жінки, і коли статуя Богині «зійшла» на берег, її повинні були нести діви до храму Вікторії на Палатині. День, коли це сталося — 12 квітня, дотримувався згодом, як фестиваль Мегалесія. Від цього часу культ богині під ім'ям Великої Матері (Mater magna) став державним; завідувала особлива колегія жерців. Самим римлянам спочатку заборонили брати участь в обрядах культу Кібели; розповсюджуватися між ними він почав лише за часів Імперії. Особливо багато народу залучали спокутні жертви Кібелі: тавроболії і кріоболії (посвячення в культ шляхом зрошення бичачою або баранячою кров'ю). Для цього періоду характерне злиття Кібели і Опс, римської богині посівів та жнив. Найбільшу пишність святам на честь богині набрали в епоху імперії. Саме тоді в епоху особливого розвитку релігійного синкретизму Кібела стає покровителькою добробуту міст і взагалі всієї держави.